# 24 Horas de Le Mans de 1956
As 24 Hours of Le Mans de 1956 foi o 24º grande prêmio automobilístico das 24 Horas de Le Mans, tendo acontecido nos dias 28 e 29 de julho de 1956 em Le Mans, França no autódromo francês, Circuit de la Sarthe.

## Resultados Finais

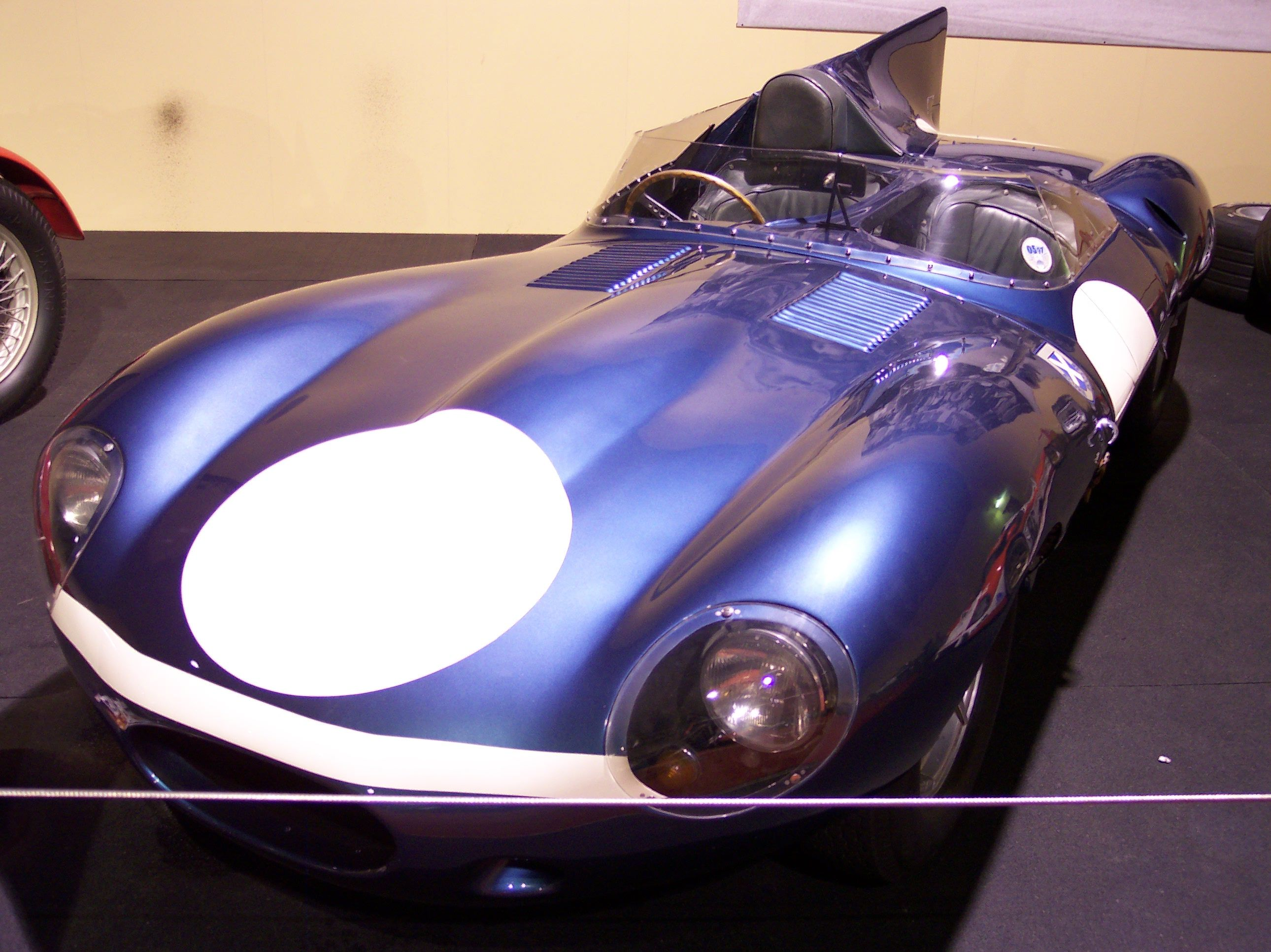
1. 4 Jaguar XKD 606

| Posição | Classe | No | Equipe                        | Piloto                                       | Chassis                       | Motor                   | Voltas |
| ------- | ------ | -- | ----------------------------- | -------------------------------------------- | ----------------------------- | ----------------------- | ------ |
| 1       | S 5.0  | 4  | Ecurie Ecosse                 | Ninian Sanderson Ron Flockhart               | Jaguar D-Type                 | Jaguar 3.4L I6          | 300    |
| 2       | S 3.0  | 8  | Aston Martin Ltd.             | Stirling Moss Peter Collins                  | Aston Martin DB3S             | Aston Martin 2.9L I6    | 299    |
| 3       | S 3.0  | 12 | Scuderia Ferrari              | Olivier Gendebien Maurice Trintignant        | Ferrari 625LM Touring         | Ferrari 2.5L I4         | 293    |
| 4       | S 5.0  | 5  | Equipe Nationale Belge        | Jacques Swaters Freddy Rousselle             | Jaguar D-Type                 | Jaguar 3.4L I6          | 284    |
| 5       | S 1.5  | 25 | Porsche KG                    | Richard von Frankenberg Wolfgang von Trips   | Porsche 550A/4 RS Coupe       | Porsche 1.5L Flat-4     | 282    |
| 6       | S 5.0  | 1  | Jaguar Cars Ltd.              | Mike Hawthorn Ivor Bueb                      | Jaguar D-Type FI              | Jaguar 3.4L I6          | 280    |
| 7       | S 1.1  | 36 | Lotus Engineering             | Reg Bicknell Peter Jopp                      | Lotus 11                      | Coventry Climax 1.1L I4 | 253    |
| 8       | S 1.1  | 33 | Cooper Car Company            | Ed Hugus John Bentley                        | Cooper T39                    | Coventry Climax 1.1L I4 | 252    |
| 9       | S 1.5  | 30 | Claude Bourillot              | Claude Bourillot Henri Perroud               | Maserati 150S                 | Maserati 1.5L I4        | 245    |
| 10      | S 750  | 40 | Automobiles Deutsch et Bonnet | Gérard Laureau Paul Armagnac                 | DB HBR5                       | Panhard 0.7L Flat-2     | 231    |
| 11      | S 750  | 45 | Automobiles Deutsch et Bonnet | Jean-Claude Vidilles Jean Thépenier          | DB HBR                        | Panhard 0.7L Flat-2     | 225    |
| 12      | S 750  | 46 | Automobiles Deutsch et Bonnet | André Héchard Roger Masson                   | DB HBR                        | Panhard 0.7L Flat-2     | 220    |
| 13      | S 1.5  | 34 | Porsche KG                    | Roland Bourel Maurice Slotine                | Porsche 356A/4                | Porsche 1.3L Flat-4     | 212    |
| 14      | S 1.1  | 41 | Just-Emile Vernet             | Jean-Marie Dumazer Lucien Campion            | VP 166R                       | Renault 0.8L I4         | 210    |
| 15 NC   | S 3.0  | 14 | Aston Martin Ltd.             | Tony Brooks Reg Parnell                      | Aston Martin DBR1/250         | Aston Martin 2.5L I6    | 246    |
| 16 DNF  | S 3.0  | 17 | Automobiles Talbot            | Louis Rosier Jean Behra                      | Talbot-Lago Sport 2500        | Maserati 2.5L I6        | 220    |
| 17 DNF  | S 5.0  | 6  | Roger Walshaw                 | Roger Walshaw Peter Bolton                   | Jaguar XK140                  | Jaguar 3.5L I6          | 209    |
| 18 DNF  | S 3.0  | 9  | Aston Martin Ltd.             | Peter Walker Roy Salvadori                   | Aston Martin DB3S             | Aston Martin 2.9L I6    | 173    |
| 19 DNF  | S 1.5  | 32 | Lotus Engineering             | Colin Chapman Herbert MacKay-Fraser          | Lotus 11                      | Coventry Climax 1.5L I4 | 172    |
| 20 DNF  | S 2.0  | 22 | Jean Lucas                    | Francois Picard Robert Tappan                | Ferrari 500 TR                | Ferrari 2.0L I4         | 137    |
| 21 DNF  | S 1.5  | 24 | Porsche KG                    | Umberto Maglioli Hans Herrmann               | Porsche 550A/4 RS             | Porsche 1.5L Flat-4     | 136    |
| 22 DNF  | S 1.1  | 37 | René Breuil                   | Jean Py Yves Dommée                          | RB                            | Fiat-O.S.C.A. 1.1L I4   | 116    |
| 23 DNF  | S 3.0  | 4  | Scuderia Ferrari              | André Simon Phil Hill                        | Ferrari 625LM Touring         | Ferrari 2.5L I4         | 107    |
| 24 DNF  | S 2.0  | 23 | Automobiles Frazer Nash Ltd.  | Richard Stoop Tony Gaze                      | Frazer Nash Sebring           | Bristol 2.0L I6         | 100    |
| 25 DNF  | S 3.0  | 16 | Automobiles Gordini           | Hermano da Silva Ramos André Guelfi          | Gordini T23S                  | Gordini 2.5L I6         | 90     |
| 26 DNF  | S 1.1  | 35 | Lotus Engineering             | Cliff Allison Keith Hall                     | Lotus 11                      | Coventry Climax 1.1L I4 | 89     |
| 27 DNF  | S 3.0  | 19 | Jean-Paul Colas               | Serge Nersessian Georges Monneret            | Salmson 2300S                 | Salmson 2.3L I4         | 80     |
| 28 DNF  | S 3.0  | 15 | Automobiles Gordini           | Robert Manzon Jean Guichet                   | Gordini T15S                  | Gordini 2.5L I8         | 80     |
| 29 DNF  | S 2.0  | 20 | Equipe Nationale Belge        | Alain de Changy Lucien Bianchi               | Ferrari 500 TR                | Ferrari 2.0L I4         | 76     |
| 30 DNF  | S 1.5  | 29 | Automobiles Gordini           | André Milhoux Charles de Clareur             | Gordini T17S                  | Gordini 1.5L I6         | 67     |
| 31 DNF  | S 750  | 48 | Moretti Automobili            | Marcel Lauga Jean-Michel Durif               | Moretti 750 Gran Sport Zagato | Moretti 0.7L I4         | 62     |
| 32 DNF  | S 1.5  | 26 | Porsche KG                    | Max Nathan Helm Glöckler                     | Porsche 356 Carrera 1500      | Porsche 1.5L Flat-4     | 61     |
| 33 DNF  | S 2.0  | 21 | Pierre Meyrat                 | Pierre Meyrat Fernand Tavano                 | Ferrari 500 TR                | Ferrari 2.0L I4         | 61     |
| 34 DNF  | S 3.0  | 7  | Prince Paul Metternich        | Prince Paul Metternich Wittigo von Einsiedel | Mercedes-Benz 300 SL          | Mercedes-Benz 3.0L I6   | 58     |
| 35 DNF  | S 750  | 49 | Automobiles Panhard           | Jean Hémard Pierre Flahaut                   | Monopole X88                  | Panhard 0.7L Flat-2     | 4650   |
| 36 DNF  | S 1.5  | 27 | Wolfgang Seidel               | Mathieu Hezemans Carel Godin de Beaufort     | Porsche 550A/4 RS             | Porsche 1.5L Flat-4     | 48     |
| 37 DNF  | S 750  | 50 | Automobiles Panhard           | Pierre Chancel André Beaulieux               | Monopole X88                  | Panhard 0.7L Flat-2     | 46     |
| 38 DNF  | S 1.5  | 28 | Gustave Olivier               | Claude Storez Helmut Polensky                | Porsche 550/4 Spyder          | Porsche 1.5L Flat-4     | 45     |
| 39 DNF  | S 750  | 52 | Automobili Stanguellini       | René Philippe Faure Gilbert Foury            | Stanguellini 750 Sport        | Fiat 0.7L I4            | 36     |
| 40 DNF  | S 1.5  | 31 | Louis Cornet                  | Louis Cornet Robert Mougin                   | Maserati 150S                 | Maserati 1.5L I4        | 35     |
| 41 DNF  | S 3.0  | 18 | Automobiles Talbot            | Geoffredo Zehender Jean Lucas                | Talbot-Lago Sport 2500        | Maserati 2.5L I6        | 32     |
| 42 DNF  | S 750  | 53 | Automobili Stanguellini       | Pierre Duval Georges Guyot                   | Stanguellini 750 Sport        | Fiat 0.7L I4            | 23     |
| 43 DNF  | S 750  | 47 | Moretti Automobili            | Marceau Esculus Francois Guillaud            | Moretti 750 Gran Sport        | Moretti 0.7L I4         | 22     |
| 44 DNF  | S 750  | 51 | Louis Héry                    | Louis Héry Lucien Pailler                    | Monopole X86                  | Panhard 0.7L Flat-2     | 5      |
| 45 DNF  | S 750  | 42 | Automobili O.S.C.A.           | Jean Laroche Rémy Radix                      | O.S.C.A. Sport 750            | O.S.C.A. 0.7L I4        | 4      |
| 46 DNF  | S 5.0  | 3  | Jaguar Cars Ltd.              | Jack Fairman Ken Wharton                     | Jaguar D-Type                 | Jaguar 3.4L I6          | 3      |
| 47 DNF  | S 5.0  | 2  | Jaguar Cars Ltd.              | Paul Frère Desmond Titterington              | Jaguar D-Type                 | Jaguar 3.4L I6          | 2      |
| 48 DNF  | S 3.0  | 11 | Scuderia Ferrari              | Alfonso de Portago Duncan Hamilton           | Ferrari 625LM Touring         | Ferrari 2.5L I4         | 2      |
| 49 DNF  | S 750  | 44 | Automobiles Deutsch et Bonnet | Fernand Carpentier Pierre Savary             | DB HBR5                       | Panhard 0.7L Flat-2     | 2      |

Legenda :DNQ = Não largou - DNF = Abandono - NC = Não classificado - DSQ= Desqualificado